# Bargfeld-Stegen
Bargfeld-Stegen ist eine Gemeinde im Kreis Stormarn in Schleswig-Holstein.

## Geografie

### Geografische Lage

Der Dörpsdiek: Quelle der Wedenbek

Das Gemeindegebiet von Bargfeld-Stegen erstreckt sich am oberen Lauf der Alster nordöstlich von Hamburg. Naturräumlich ist das Gemeindegebiet Bestandteil der Barmstedt-Kisdorfer Geest (naturräumliche Haupteinheit Nr. 694) der Südholsteinischen Geest. Im Westteil der Gemeinde fließen die Bäche Sielbek und Wedenbek.

### Ortsteile
Zur Gemeinde gehören die Ortschaften Bargfeld-Rögen, Bornhorst, Gräberkate, Hartwigsahl, Schierenhorst und Viertbruch sowie das Gut Stegen.

## Geschichte
Im Jahre 1195 wurde das Dorf Bargfeld zum ersten Mal urkundlich erwähnt. In der heute nicht mehr existierenden Urkunde gab Adolph III. von Schauenburg, Graf von Wagrien, Stormarn und Holstein, nach einem verlorenen Rechtsstreit mit den Domherren der Hamburger Kapelle Sankt Nikolaus unter anderem bekannt, dass der Zehnte eines Dorfes namens Berchfelde künftig zur Finanzierung der Domherren aufgewendet würde. Dieses Versprechen wurde allerdings nie oder nur beschränkt eingelöst.
Zwischen Stegen und Sülfeld wurde 1526 bis 1529 der „neue Graben“ für die erste schiffbare Verbindung zwischen Hamburg und Lübeck im Rahmen des Alster-Beste-Kanals gebaut. Stegen wurde 1872 gemeinsam mit Bornhorst und Schierenhorst aus dem Gut Stegen ausgegliedert und bildete mit diesen eine selbstständige Gemeinde. Der dem Gut verbleibende Teil wurde Gutsbezirk. Mit Gründung der preußischen Amtsbezirke kamen Bargfeld und Stegen 1889 zum Amtsbezirk Jersbek. Die Gemeinde Bargfeld-Stegen entstand 1928 als Zusammenschluss der beiden Gemeinden mit dem Gutsbezirk Stegen.
Nach Auflösung der Amtsbezirke nach dem Zweiten Weltkrieg kam Bargfeld-Stegen zum Amt Bargteheide, das seit dem Ausscheiden der Stadt Bargteheide den Namen Amt Bargteheide-Land trägt. Durch den Bau neuer Wohngebiete veränderte sich die landwirtschaftliche Gemeinde zu einem Wohnvorort Hamburgs. Die Ortsmitte wurde in der zweiten Hälfte der 1980er Jahre grundlegend saniert.
Seit 1971 bildet Bargfeld-Stegen eine gemeinsame evangelisch-lutherische Kirchengemeinde mit Elmenhorst und Nienwohld.
Am 1. Januar 1978 wurde der Ort Hartwigsahl, der vorher zur Gemeinde Jersbek gehörte, eingegliedert.

## Politik

### Gemeinderat
Bei der Kommunalwahl am 14. Mai 2023 wurden insgesamt 17 Sitze vergeben. Von diesen erhielt die SPD sieben Sitze, die CDU sechs Sitze und die FDP vier Sitze. Die Wählergemeinschaft WVB trat zur Kommunalwahl 2018 nicht mehr an, nachdem sie in den vorherigen Legislaturen mit zwei bis drei Sitzen vertreten waren.

### Bürgermeister
Bürgermeister ist seit 2023 Thomas Rickers (SPD).

### Wappen
Blasonierung: „Von Silber und Blau im Wellenschnitt geteilt. Oben ein rotes Buch, dessen aufgeschlagene Seiten mit einer schräglinks liegenden silbernen Schreibfeder belegt sind, unten ein mit drei stehenden goldenen Fässern beladener goldener Frachtkahn.“

## Kultur und Sehenswürdigkeiten

### Bauwerke
- Vom Buchwaldt’schen Armenhaus ist heute noch die große Kate erhalten, die 1675 von Hans-Adolph v. Buchwaldt erbaut wurde und unter Denkmalschutz steht.

In der Liste der Kulturdenkmale in Bargfeld-Stegen stehen die in der Denkmalliste des Landes Schleswig-Holstein eingetragenen Kulturdenkmale. Die Bodendenkmale sind in der Liste der Bodendenkmale in Bargfeld-Stegen aufgeführt.

### Grünflächen und Naherholung
Die Gemeinde ist von den Landschaftsschutzgebieten Gräberkate, Jersbeker Gutslandschaft und Oberalster umgeben.

## Wirtschaft und Infrastruktur

### Medien

Bürgerhaus und Feuerwehr

In Bargfeld-Stegen besteht ein Glasfasernetzwerk (Fibre to the home = FTTH), realisiert durch die Vereinigten Stadtwerke Ortsnetz GmbH. Der Tiefbau der Versorgungsleitungen wurde am 17. April 2012 begonnen.

### Bildung
Im Ortsteil Bargfeld gibt es seit 1688 eine Schule. Die Fahrbücherei im Kreis Stormarn hält im Drei-Wochen-Rhythmus an acht Haltepunkten in Bargfeld-Stegen.

### Verkehr
Durch das Gemeindegebiet führt im motorisierten Individualverkehr die Bundesstraße 75 von Kayhude nach Elmenhorst.